# St. John, Washington
St. John är en ort i Whitman County i delstaten Washington, USA.